# Курзанов, Илья Андреевич
Курзанов Илья Андреевич (род. 16 ноября 1991, Добринка, Липецкая область) — российский боец смешанного стиля, представитель полулегкой весовой категории. Выступает на профессиональном уровне начиная с 2009 года, известен по участию в турнирах бойцовской организации Fight Nights Global. Также является титулованным спортсменом-любителем, чемпион Военно-воздушных сил РФ по армейскому рукопашном бою, победитель и призёр различных Всероссийских и межрегиональных турниров по смешанным единоборствам, победитель первенств Европы и мира.

## Биография
Курзанов Илья родился 16 ноября 1991 года в селе Добринка Липецкой области. Впоследствии переехал на постоянное жительство в Воронеж.

### Любительская карьера
В течение многих лет занимался прикладными единоборствами, такими как универсальный бой и армейский рукопашный бой. Является в этих дисциплинах многократным чемпионом России, победитель чемпионатов Европы и мира, других престижных соревнований. Чемпион Военно-воздушных сил РФ по армейскому рукопашном бою. Победитель и призёр различных Всероссийских и межрегиональных турниров по смешанным единоборствам.
Приказом от 8 июня 2015 года удостоен почётного звания «Мастер спорта России» по армейскому рукопашному бою
Приказом от 26 июня 2015 года удостоен почётного звания «Мастер спорта России» по самбо.

### Профессиональная карьера
В 2009 году выступил на кубке России по ММА, где одержал победу и забрал титул чемпиона.
Дебютировал в смешанных единоборствах на профессиональном уровне в феврале 2009 года, на турнире российской организации Fight Nights Global с помощью «треугольника» заставил сдаться своего соперника Ахмеда Балкизова во втором же раунде.
Продолжая регулярно выступать в Fight Nights, победил здесь Андерсона Буэно и Александра Матмуратова. После чего в марте 2017 года провел бой за титут чемпиона Fight Nights против Александра Матмуратова где уступил во втором раунде.
После многочисленных побед поднялся в рейтинге полулегкого веса Fight Nights до шестой позиции.
В апреле 2016 года выступал на турнир в Китае, где одержал победу над местный спортсмен Чжи Сиань в первом раунде приемом (Гильотинный дроссель).
В 2012 году одержал победу на турнире VMC — Voronezh Mixfight Cup где одержал победу над Сергеем Плесовских и стал чемпионом Военно-воздушных сил РФ по армейскому рукопашном бою.

## Таблица выступлений
| Боёв 17         | Побед 13 | Поражений 3 |
| --------------- | -------- | ----------- |
| Нокаутом        | 9        | 1           |
| Сдачей          | 1        | 2           |
| Решением        | 3        | 0           |
| Не состоявшихся | 1        | 1           |

| Результат | Рекорд   | Соперник             | Способ                            | Турнир                                              | Дата             | Раунд | Время | Место           | Примечание |
| --------- | -------- | -------------------- | --------------------------------- | --------------------------------------------------- | ---------------- | ----- | ----- | --------------- | ---------- |
| Победа    | 13-3     | Ян Слепцов           | KO (удар головой)                 | Серия ММА 26 — Fight Riot                           | 20 февраля 2021  | 1     | 0:35  | Москва, Россия  |            |
| Победа    | 12-3 (1) | Андерсон Буэно       | КО (Летающее колено)              | ММА — Fight Riot                                    | 22 февраля 2020  | 2     | 0:00  | Москва, Россия  |            |
| Поражение | 12-3     | Бехруз Зугуров       | TKO (удары руками)                | Fight Nights Global 90                              | 19 октября 2018  | 2     | 4:15  | Москва, Россия  |            |
| Поражение | 11-3     | Мовлид Хайбулаев     | Единогласное решение              | Fight Nights Global 92                              | 13 октября 2017  | 3     | 5:00  | Москва, Россия  |            |
| Поражение | 10-3     | Александр Матмуратов | TKO (удары руками)                | FNG — Fight Nights Global 62                        | 31 марта 2017    | 2     | 0:49  | Сочи, Россия    |            |
| Победа    | 9-3      | Ахмед Балкизов       | Подача (Треугольник дросселя)     | EFN — Fight Nights Global 55                        | 22 февраля 2018  | 1     | 4:43  | Москва, Россия  |            |
| Победа    | 8-3      | Александр Матмуратов | Решение (единогласное)            | EFN — Fight Nights Global 52                        | 16 декабря 2017  | 3     | 5:00  | Москва, Россия  |            |
| Победа    | 6-3      | Сянь Цзи             | Подчинение (Гильотинный дроссель) | Wu Lin Feng — Glory of Heroes                       | 2 апреля 2016    | 3     | 5:00  | Сочи, Россия    |            |
| Поражение | 5-2      | Расул Мирзаев        | Решение (единогласное)            | EFN — Fight Nights Moscow                           | 11 декабря 2011  | 3     | 5:00  | Москва, Россия  |            |
| Победа    | 4-2      | Жером Буиссон        | Единогласное решение              | Fight Nights — Битва на Волге 2                     | 22 июня 2015     | 3     | 5:00  | Москва, Россия  |            |
| Победа    | 3-2      | Султан Акаев         | Решение (единогласное)            | Fight Nights                                        | 2 декабря 2014   | 2     | 5:00  | Сочи, Россия    |            |
| Поражение | 2-2      | Мовлид Хайбулаев     | Решение (Раздельное)              | Fight Nights — Битва за Москву 17                   | 30 сентября 2014 | 2     | 5:00  | Москва, Россия  |            |
| Победа    | 2-1      | Виктор Хуан Монтес   | Решение (единогласное)            | Fight Nights — Битва на Волге 1                     | 27 июня 2014     | 2     | 5:00  | Москва, Россия  |            |
| Поражение | 2-0      | Васо Бакочевич       | Решение (единогласное)            | ММА — Fight Riot 3                                  | 22 февраля 2014  | 3     | 5:00  | Воронеж, Россия |            |
| Победа    | 1-0      | Kamil Sauter         | ТКО (Удары руками)                | ММА — Fight Riot 2                                  | 23 февраля 2013  | 1     | 3:20  | Москва, Россия  |            |
| Победа    | 7-3      | Дмитрий Сидельников  | Подчинение (Удушение Гильотиной)  | РадМер 4 — 2 тур                                    | 1 октября 2016   | 1     | 4:35  | Сочи, Россия    |            |
| Победа    | 1-0      | Алексей Ганненко     | ТКО (Удары руками)                | ММА — Fight Riot 1                                  | 25 января 2013   | 1     | 2:25  | Воронеж, Россия |            |
| Поражение | 1-0      | Бахтияр Арзиманов    | Подчинение (Сзади-Голый дроссель) | OWSMMAC — Открытый чемпионат Западной Сибири по ММА | 22 декабря 2012  | 1     | 3:20  | Москва, Россия  |            |
| Победа    | 1-0      | Сергей Плесовских    | KO (Punch)                        | VMC — Voronezh Mixfight Cup                         | 20 января 2012   | 1     | 0:00  | Воронеж, Россия |            |
| Поражение | 1-0      | Владимир Эгоян       | Решение (Единогласное)            | ProFC Grand Prix Global — Russia I                  | 1 октября 2011   | 2     | 5:00  | Москва, Россия  |            |
| Победа    | 1-0      | Сергей Плесовских    | Подчинение (Сзади Голый Дроссель) | РадМер 1 — 2 Тур                                    | 15 августа 2011  | 1     | 2:19  | Воронеж, Россия |            |
| Победа    | 1-0      | Анар Кабиев          | TKO (Удары руками)                | РадМер 1 — 2 Тур                                    | 15 августа 2011  | 1     | 0:00  | Воронеж, Россия |            |
| Победа    | 1-0      | Антон Гуков          | Решение (Единогласное)            | Липецкая Федерация Микса — Турнир городов России    | 19 ноября 2010   | 3     | 5:00  | Липецк, Россия  |            |